# Свідерський Олександр Григорович
Олекса́ндр Григо́рович Свіде́рський (нар.10 червня 1908, Карабутове, Сумська область — пом.17 квітня 1944 Углове, Крим) — командир 867-го самохідно-артилерійского полку, 19-го танкового корпусу, 4-го Українського фронту, майор. Герой Радянського Союзу.

## Біографія
Народився 10 червня 1908 року в селі Карабутове Конотопського району Сумської області у сім'ї службовця. Закінчив сільську школу. Працював секретарем Конотопського райкому профспілки радторгівців.
У Червоній Армії з 1928 року. 1931 року закінчив Кіровське кавалерійське училище, 1932 року — курси удосконалення командного складу. Учасник німецько-радянської війни із червня 1941 року. Війна застала лейтенанта Свідерського на охороні державного кордону у Прибалтиці. Бився на Західному та 4-му Українському фронтах.
Командир 867-го самохідно-артилерійського полку, (19-го танкового корпусу, 4-го Українського фронту) майор О. Г. Свідерський відзначився у бою 11 квітня 1944 року за місто Джанкой. Артилеристи підбили танк та бронепоїзд, знищили 4 зенітні установки, чим сприяли прориву радянських танків у місто. 17 квітня 1944 року в запеклих боях на підступах до Севастополя в районі села Углове майора О. Г. Свідерського було смертельно поранено. Похований на братському цвинтарі у місті Бахчисарай.

## Нагороди
Указом Президії Верховної Ради СРСР від 16 травня 1944 року за вміле керівництво підрозділами під час визволення Севастополя, майору Свідерському Олександру Григоровичу присвоєно звання Героя Радянського Союзу.
Нагороджений орденом Леніна.

## Пам'ять

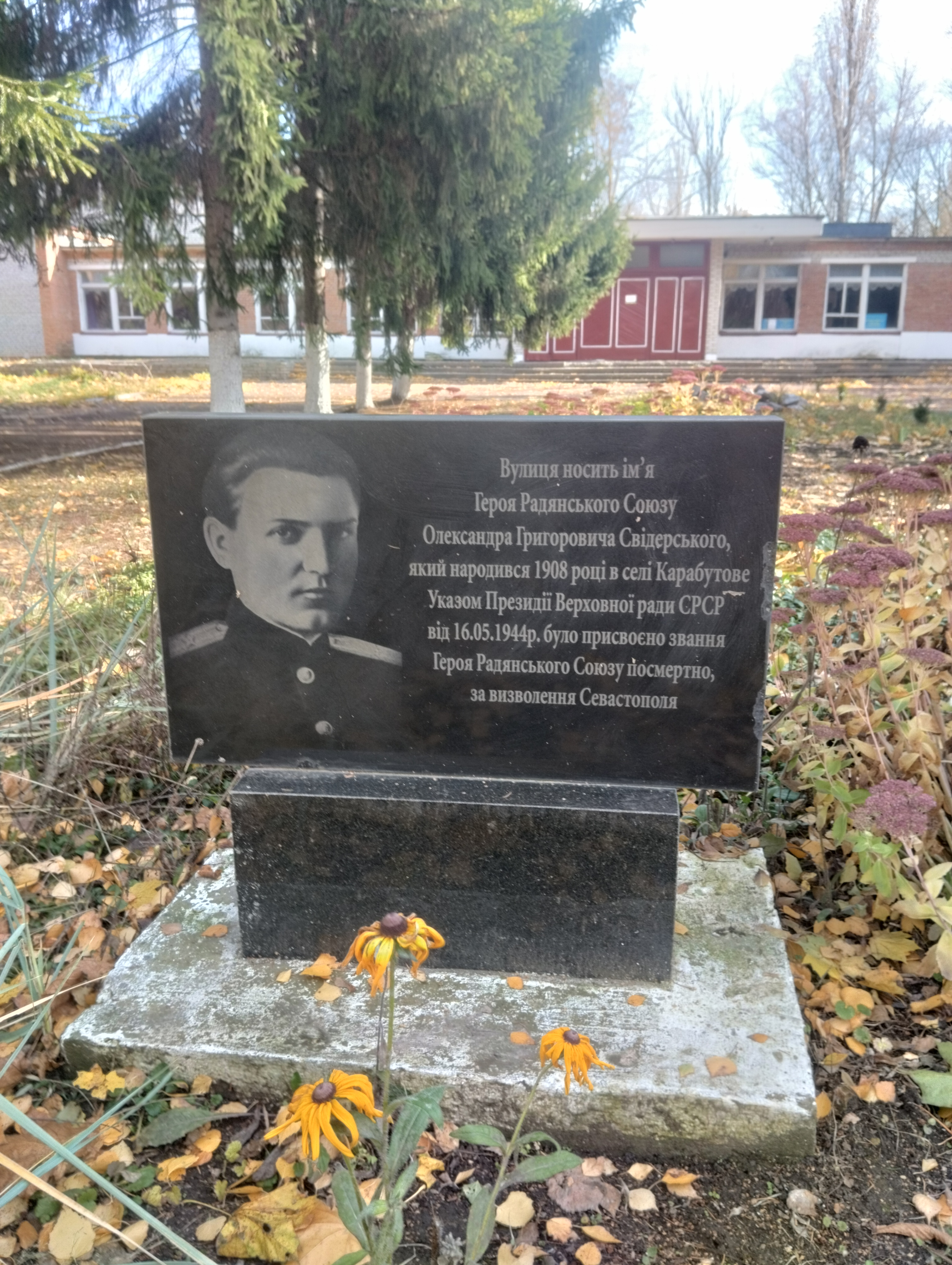
Пам'ятний знак

- На честь О. Г. Свідерського названа вулиця, а також встановлена пам'ятний знак у селі Карабутове.